# 紫脉鹅耳枥
紫脉鹅耳枥（学名：Carpinus purpurinervis）为桦木科鹅耳枥属的植物，是中国的特有植物。分布于中国大陆的广西、贵州等地，生长于海拔1,000米的地区，一般生于山顶岩石上、山地疏林中或灌木林中，目前尚未由人工引种栽培。